# Bagas (Agout)
Der Bagas ist ein Fluss in Frankreich, der im Département Tarn in der Region Okzitanien verläuft. Er entspringt beim Weiler Roucan, im westlichen Gemeindegebiet von Montfa, entwässert generell in südwestlicher Richtung und mündet nach rund 21 Kilometern im Gemeindegebiet von Vielmur-sur-Agout als rechter Nebenfluss in den Agout.

## Orte am Fluss
(Reihenfolge in Fließrichtung)
- La Gaugne, Gemeinde Montfa
- Peyregoux
- Cabrilles, Gemeinde Lautrec
- Les Ormes, Gemeinde Lautrec
- Cuq
- Vielmur-sur-Agout